# 7,62 × 25 mm Tokarew M1930
Die 7,62 × 25 mm Tokarew M1930 ist eine sowjetische Pistolenpatrone. Sie wurde in den 1920er-Jahren zusammen mit der Selbstladepistole TT-30 entwickelt.

## Geschichte
In der Roten Armee wurden neben den Ordonnanzrevolvern Nagant M1895 auch größere Stückzahlen der Selbstladepistole Mauser C96 im Kaliber 7,63 × 25 mm verwendet. Dadurch war die Mauser-Munition in der Sowjetunion weit verbreitet. Da eigene Waffen- und Munitionsentwicklungen in der Sowjetunion ebenso wie im früheren Zarenreich auf zölligen Maßen beruhten, wurde die Patrone im Zuge der Entwicklung der ersten sowjetischen Selbstladepistole auf die gängigen Maschinen angepasst. Die alte Einheit Linie in der Feinmechanik entspricht 1/10 Zoll, somit ergeben drei Linien ein Kaliber von 7,62 mm.

## Unterschiede zur Mauserpatrone
Die Unterschiede der Abmessungen zur Mauserpatrone sind so gering, dass beide Patronen aus den jeweils für die andere Munitionsart vorgesehenen Waffen verschossen werden können. Dies wird allerdings nicht empfohlen. Insbesondere wurde die sowjetische Munition mit stärkerem Pulver produziert, sodass der Gasdruck häufig leicht über dem Bereich lag, für den die Mauser spezifiziert war, und deren Verschleiß erhöht.
| Parameter                     | 7,63 × 25 mm Mauser | 7,62 × 25 mm Tokarew |
| ----------------------------- | ------------------- | -------------------- |
| Geschossdurchmesser (mm)      | 7,86                | 7,85                 |
| Hülsenlänge (mm)              | 25,15               | 25,10                |
| Hülsenschulter (mm)           | 8,46                | 8,45                 |
| Hülsenhals (mm)               | 8,46                | 8,44                 |
| Patronenlänge (mm)            | 34,80               | 35,00                |
| Patronenbodendurchmesser (mm) | 9,88                | 9,96                 |
| V0 (m/s)                      | 430                 | 430                  |
| Geschossenergie (J)           | 509                 | 508                  |
| Geschossgewicht (g)           | 5,51                | 5,50                 |
| Pulvergewicht (g)             | 0,50                | 0,50                 |
| Gesamtgewicht (g)             | 10,50               | 10,50                |

Weitere Unterschiede gibt es in Bezug auf Geschossart und -aufbau sowie das Material der Hülse; während die Hülsen der Mausermunition hauptsächlich aus Messing hergestellt wurden, kam bei der Tokarewpatrone vor allem während des Zweiten Weltkrieges lackiertes Stahlblech zum Einsatz.

## Munitionssorten
- Vollmantel mit Bleikern
- Vollmantel mit Stahlkern
- Panzerbrand
- Leuchtspur

## Einsatz
Mit der verstärkten Auslieferung der Tokarew-Pistolen, später auch der Maschinenpistolen PPD-38/PPD-40 bzw. PPSch-41, wurde die 7,62er-Patrone M1930 in der Roten Armee zunehmend verwendet, auch wenn im Zweiten Weltkrieg viele Offiziere noch den Nagant-Revolver bevorzugten. Nach dem Kriegsende fand sie in den Staaten des Warschauer Vertrages weite Verbreitung; zusätzlich in den Staaten, die von der Sowjetunion militärisch unterstützt wurden, wie beispielsweise die Volksrepublik China und Nordvietnam, aber auch bei den Befreiungsbewegungen in afrikanischen Staaten.
Sowjetunion
- TT-30/TT-33
- PPD-38/PPD-40
- PPSch-41
- PPS-43

China
- Pistole Modell 51
- Maschinenpistole Modell 43
- Maschinenpistole Modell 50
- Maschinenpistole Modell 64 mit Schalldämpfer

Jugoslawien
- Maschinenpistole Modell 49 und Modell 49/57
- Maschinenpistole Modell 56

Polen
- Maschinenpistole M43, M43/52

Tschechoslowakei
- Pistole vz. 52
- Maschinenpistole Sa vz. 48

Ungarn
- Maschinenpistole 48 M

Vietnam
- Maschinenpistole K50M

## Andere Bezeichnungen
- 7,62 mm Typ P
- 7,62 mm Tokarew
- 7,62 × 25 TT
- .30 Tokarev (0,3 Zoll)